# Стракоњице
Стракоњице (чеш. Strakonice) су град у Чешкој Републици, у оквиру историјске покрајине Бохемије. Стракоњице су четврти по величини град управне јединице Јужночешки крај, у оквиру којег је седиште засебног округа Стракоњице.

## Географија
Стракоњице се налазе у југозападном делу Чешке републике. Град је удаљен од 110 км јужно од главног града Прага, а од првог већег града, Чешких Будјејовица, 50 км северозападно.
Град Стракоњице је смештен на ушћу речице у реку Отаву у области југозападне Бохемије. Надморска висина града је око 390 м. Подручје око града је брдовито и пошумљено, док се јужно од града издиже погранично планинско подручје Шумава.

## Историја
Подручје Стракоњица било је насељено још у доба праисторије. Насеље под данашњим називом први пут се у писаним документима спомиње у 12. веку. 1367. године насеље је добило градска права.
1919. године Стракоњице су постале део новоосноване Чехословачке. У време комунизма град је нагло индустријализован. После осамостаљења Чешке дошло је до опадања активности тешке индустрије и до проблема са преструктурирањем привреде.

## Становништво
Стракоњице данас имају око 24.000 становника и последњих година број становника у граду лагано расте. Поред Чеха у граду живе и Словаци и Роми.

## Партнерски градови
- Lengnau
- Бад Залцунген

## Галерија
- Градска саборна црква
- Замак у Стракоњицама
- Ледена дворана
- Средња школа